# Hold-up (film, 1985)
Pour les articles homonymes, voir Hold-up (homonymie).
Pour plus de détails, voir Fiche technique et Distribution.
Hold-up est un film franco-canadien réalisé par Alexandre Arcady, sorti en 1985.

## Synopsis
À Montréal, Grimm (Jean-Paul Belmondo), un voyou au grand cœur, et son vieil ami Georges (Guy Marchand) effectuent après une longue préparation un hold-up à la Banque Intercontinentale du Canada. 
Grimm se déguise en clown et Georges se fond parmi les otages. Le plan se déroule comme prévu : Grimm, avec beaucoup de malice, arrive à faire libérer ses deux complices et à sortir de la banque déguisé en grand-père au nez et à la barbe du commissaire Simon Labrosse (Jean-Pierre Marielle) et de la police cernant les lieux. La deuxième complice est Lise (Kim Cattrall), la petite amie de Georges qui a réussi à dissimuler le butin dans un faux ventre de femme enceinte. Alors qu'ils sont en route pour l'aéroport, Lasky, un encombrant « ami » de Grimm et de Georges, mais aussi la police, informée de la supercherie de Grimm, compromettent le départ du petit groupe vers Paris…

## Fiche technique
- Titre : Hold-up
- Réalisation : Alexandre Arcady
- Scénario : Alexandre Arcady, Daniel Saint-Hamont et Francis Veber d'après le roman Quick Change (publié en français sous le titre La Java des loquedus) de Jay Cronley
- Producteur : Alain Belmondo et Bernard Bolzinger
- Société de production : Cerito Films, France - Cinévidéo, Canada - Les Films Ariane, France
- Musique : Serge Franklin
- Générique interprétée par : Rena scott
- Photographie : Richard Ciupka, assisté de David Eggby et son equipe
- Montage : Joële van Effenterre
- Décors : Jean-Louis Povéda
- Pays d'origine :  France -  Canada
- Format : Couleur Dolby - 1.85:1 - 35 mm
- Genre : Comédie
- Durée : 110 minutes
- Date de sortie : 23 octobre 1985 (France)
- Affiche : Illustration Michel Jouin (France)

## Distribution
- Jean-Paul Belmondo : Grimm
- Jean-Pierre Marielle : Simon Labrosse
- Kim Cattrall : Lise Lefèvre
- Guy Marchand : Georges
- Jacques Villeret : Jeremie Blanchet, le chauffeur de taxi
- Jean-Claude de Goros : Inspecteur Fox
- Tex Konig : Lasky
- Raymond Aquilon : Frankie le gardien
- Georges Carrère : Directeur de la banque
- Yvan Ponton : Tremplin
- Guy Provost : Le maire
- Guillaume Lemay-Thivierge : Enfant au lapin
- Richard Niquette : Otage (4 enfants)
- Yves Jacques : Otage 400 dollars
- Sophie Stanké : Infirmière
- Karen Racicot : Journaliste
- Marguerite Corriveau : Journaliste U.S.A
- Sébastien Dufort : Le scout
- Michel Daigle : Policier pizza
- Marie-Chantal Labelle : L'amoureuse
- Francis Reddy : L'amoureux
- Claude Sandoz : Publicité Banque
- Louis-Georges Girard : Le journaliste T.V.

(N.B. : Eddie Constantine apparaît dans le film dans une scène avec Jacques Villeret)

## Autour du film
- Le film a été tourné à Montréal, Paris et Rome.

- Jean-Paul Belmondo est à ce moment-là le numéro un du cinéma français au box-office. Cependant, l'année précédente, ses deux derniers films (Les Morfalous et Joyeuses Pâques) n'ont pas connu le succès du Professionnel ou de L’As des as, même s'ils eurent des scores très enviables.
- Les cascades ont été supervisées par Rémy Julienne, et les scènes de pilotage de la voiture ont été réalisées par Jean-Paul Belmondo avec pour passager Guy Marchand.

Hold-up fit 540 000 entrées dans Paris et sa périphérie, ce qui est un score honnête en cette année de crise de fréquentation du cinéma, mais on sent qu'une page se tourne et que le personnage « Belmondo justicier cascadeur » commence à lasser son public. Ce phénomène s’accentuera lors du prochain film de la star, Le Solitaire, qui sera clairement un échec.
- Il a enregistré 2 367 294 entrées au box-office France 1985.
- Lors du tournage de la cascade avec la dépanneuse finissant sa course dans un tas de sel, Belmondo s'est blessé, ce qui nécessita quelques points de suture. Après cet incident, Bébel décida de limiter ses grandes cascades au cinéma.
- Une version américaine intitulée Quick Change a été réalisée en 1990 avec Bill Murray, Geena Davis et Randy Quaid dans les rôles principaux. Quick Change est d'ailleurs le titre du livre dont Hold-up est l'adaptation cinématographique.
- Le réalisateur Alexandre Arcady apparaît en caméo ; il précède Grimm (Jean-Paul Belmondo) et Georges (Guy Marchand) lorsque ces derniers pénètrent dans le hall de l'hôtel Royal Monceau.